# 樽見の大ザクラ
樽見の大ザクラ（たるみのおおザクラ）とは、兵庫県養父市大屋町樽見にあるエドヒガンの一本桜。「仙人の桜」の意味で別名「仙桜」とも呼ばれ、国の天然記念物に指定されている。

## 特徴

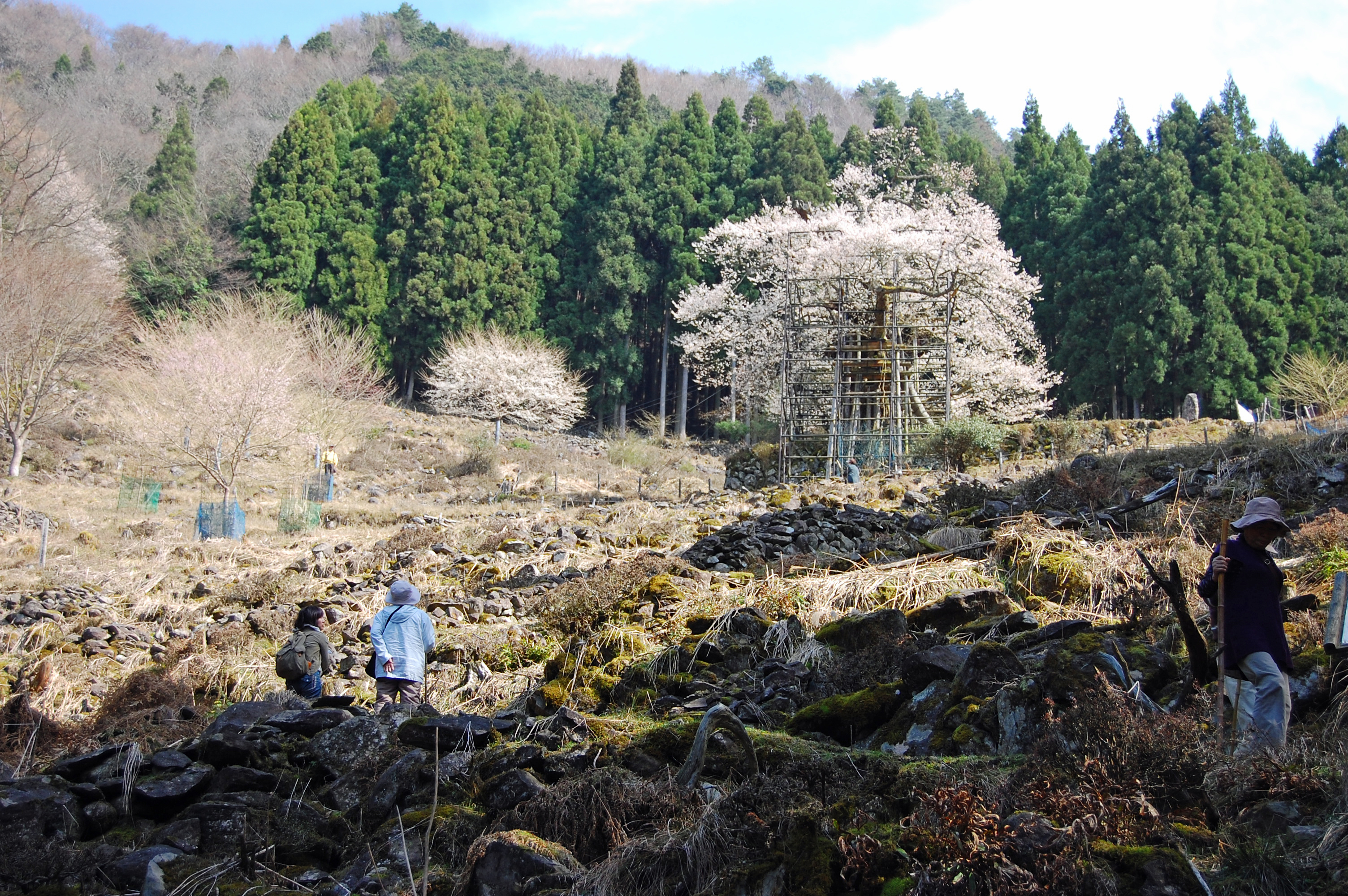
斜面から見上げた大桜

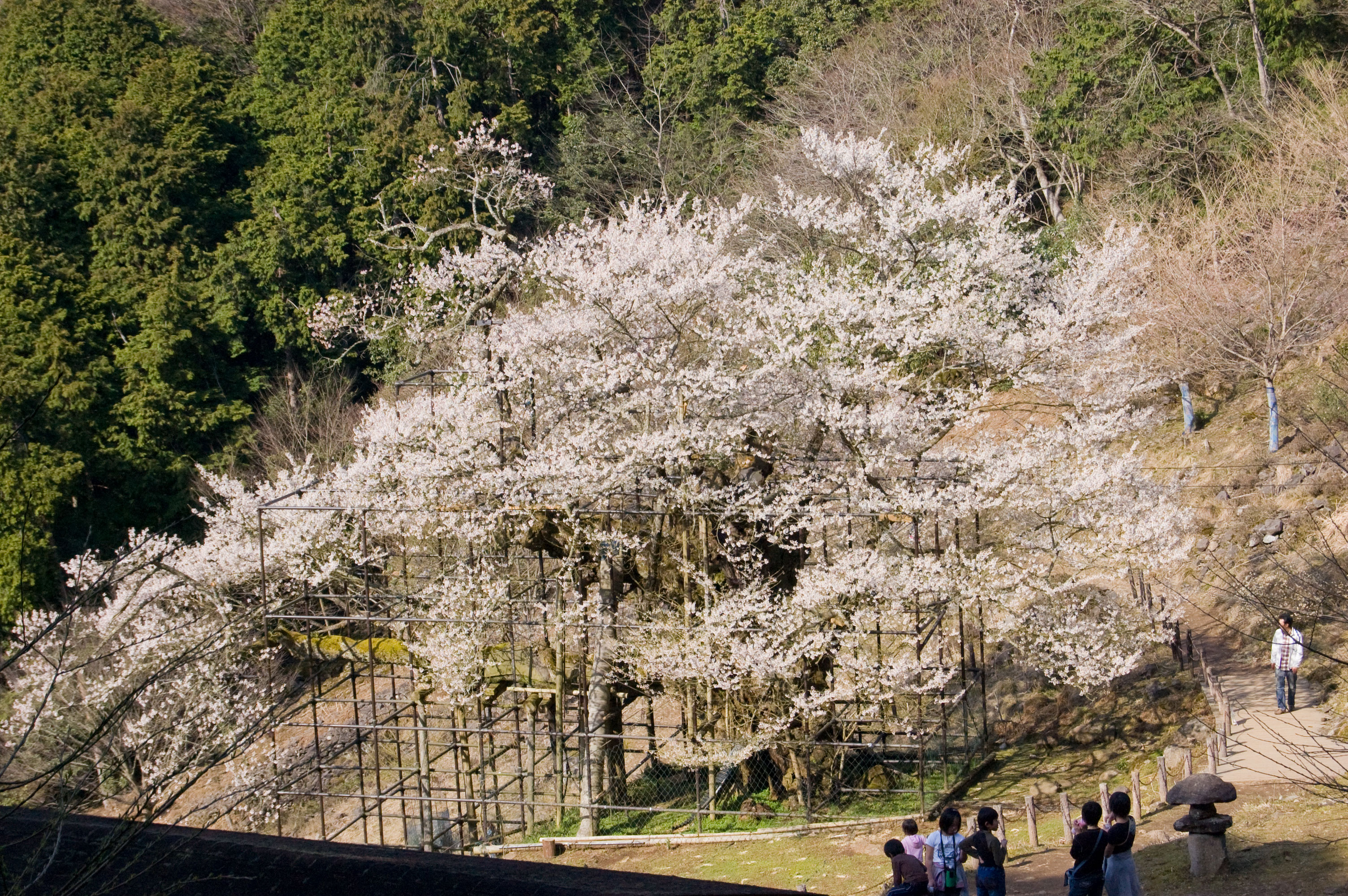
西側斜面から

2020年時点で樹齢1000年を超えるともいわれる。毎年4月中旬頃に開花し、多くの観光客が鑑賞するために訪れる。兵庫県下で最大の大桜で、全国でも樹齢、幹周ともに10指に入る。1951年（昭和26年）6月9日に国の天然記念物に指定された。
もっとも盛んであったと言われていた時代は、江戸時代の元禄の頃（17世紀末から18世紀初）で、樹冠20間四方にわたり、出石藩主小出英安も遊覧したという記録がある。また出石藩と生野代官所の管轄の境界を示すために植えられたものとも伝わる。
「山の神の依代」と信仰されて大切に保存され、かつては樹高が20mはあったという。2020年時点で樹高13.8m、根回り7m、目通り幹周6.3mである。1967年頃から樹勢が衰退し、1993年には桜の花や葉がさらに減少し、樹木の幹や枝だけが目立つほどになった。1997年から樹木医による土壌改良や不定根の育成といった治療が施され、2020年時点で樹勢は大幅に改善している。

## 交通
- 自動車 : 北近畿豊岡自動車道養父ICまたは八鹿氷ノ山ICから登山口駐車場に。そこから徒歩で400m（約15分）。